# Chouquette

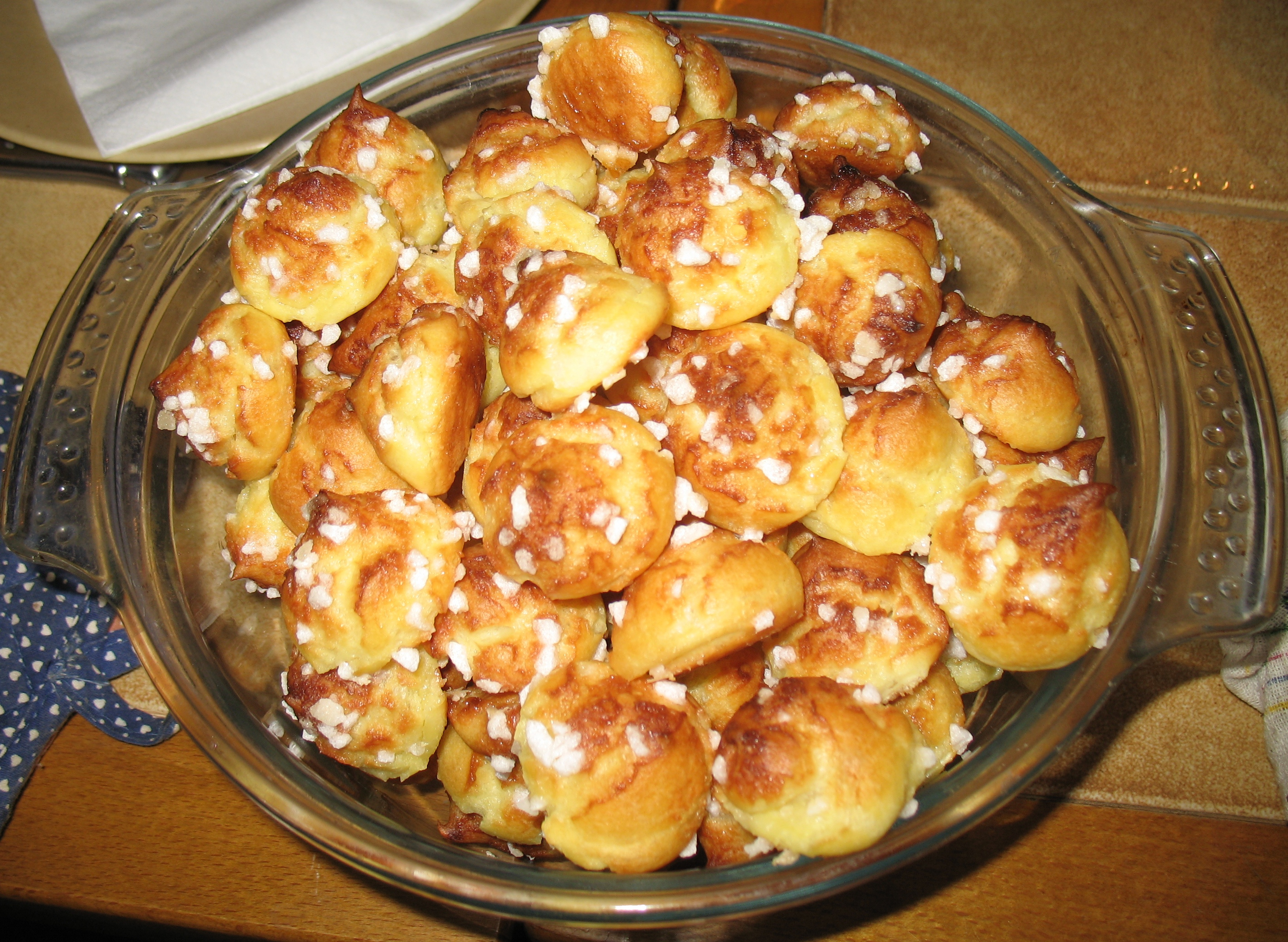
Chouquette

Bei Chouquette handelt es sich um ein in Frankreich beliebtes Gebäck, das aus kleinen zarten Teigbällchen besteht, die mit Hagelzucker bestreut werden. Die Bällchen werden kalt gegessen und erinnern an kleine Windbeutel. Der Teig besteht aus Mehl, Butter, Ei und Salz, die mit Wasser oder Milch gemischt werden. Viele Supermärkte bieten das Gebäck in Kühltheken in großen Boxen an.
In Frankreich werden sie zum Kaffee, Tee oder als Snack zwischendurch gereicht.